# Jakob Jakobeus
Jakob Jakobeus était un poète slovaque. Il est né en 1591 à Kutna Hora, royaume de Bohême. Il a été un écrivain, un historien, et un prêtre. Il est mort en 1645 à Prešov, Slovaque.Il habitait dans Soľ 1626-1629.